# Poststadion
El Poststadion es un estadio multiusos ubicado en la localidad de Moabit en Berlín, Alemania y actualmente es la sede de los equipos de fútbol Berliner AK 07 y SC Union 06 Berlin.

## Historia
El estadio fue inaugurado el 28 de mayo de 1929 y el arquitecto fue Georg Demmler originalmente como la sede de los equipos del servicio postal alemán. Actualmente cuenta con capacidad para 10 000 espectadores luego de varias remodelaciones, la mayor parte ocurridas a inicios del siglo XXI luego de varios intentos fallidos en el pasado, teniendo su principal remodelación en 2010 pero conservando su diseño original.

## Eventos
La primera gran asistencia a un evento en el estadio fue de 45 000 espectadores el 10 de mayo de 1930 en un partido de fútbol entre Alemania e Inglaterra que terminó 3-3, en el primer enfrentamiento entre ambas selecciones en su historia. En 1934 fue la sede de la final del Campeonato Nacional Alemán donde el FC Schalke 04 venció 2–1 al 1. FC Nürnberg, y también fue la sede de la final dos años después donde el FC Schalke 04 venció al Fortuna Dusseldorf por 2-1. También fue sede de una pelea de boxeo el 7 de julio de 1935 en la que Max Schmeling venció a Paulino Uzcudun en una pelea a 12 asaltos.
También fue sede del fútbol en los Juegos Olímpicos de Berlín 1936, destacando la victoria de Noruega por 2-0 ante Alemania nazi en la ronda de cuartos de final, ante el líder nazi Adolf Hitler, que luego del partido removió de su cargo al entrenador Otto Nerz y en su lugar puso a Sepp Herberger ante 55 000 espectadores. Posteriormente los eventos importantes de fútbol en Berlín pasaron a jugarse en el Estadio Olímpico de Berlín.

## Galería

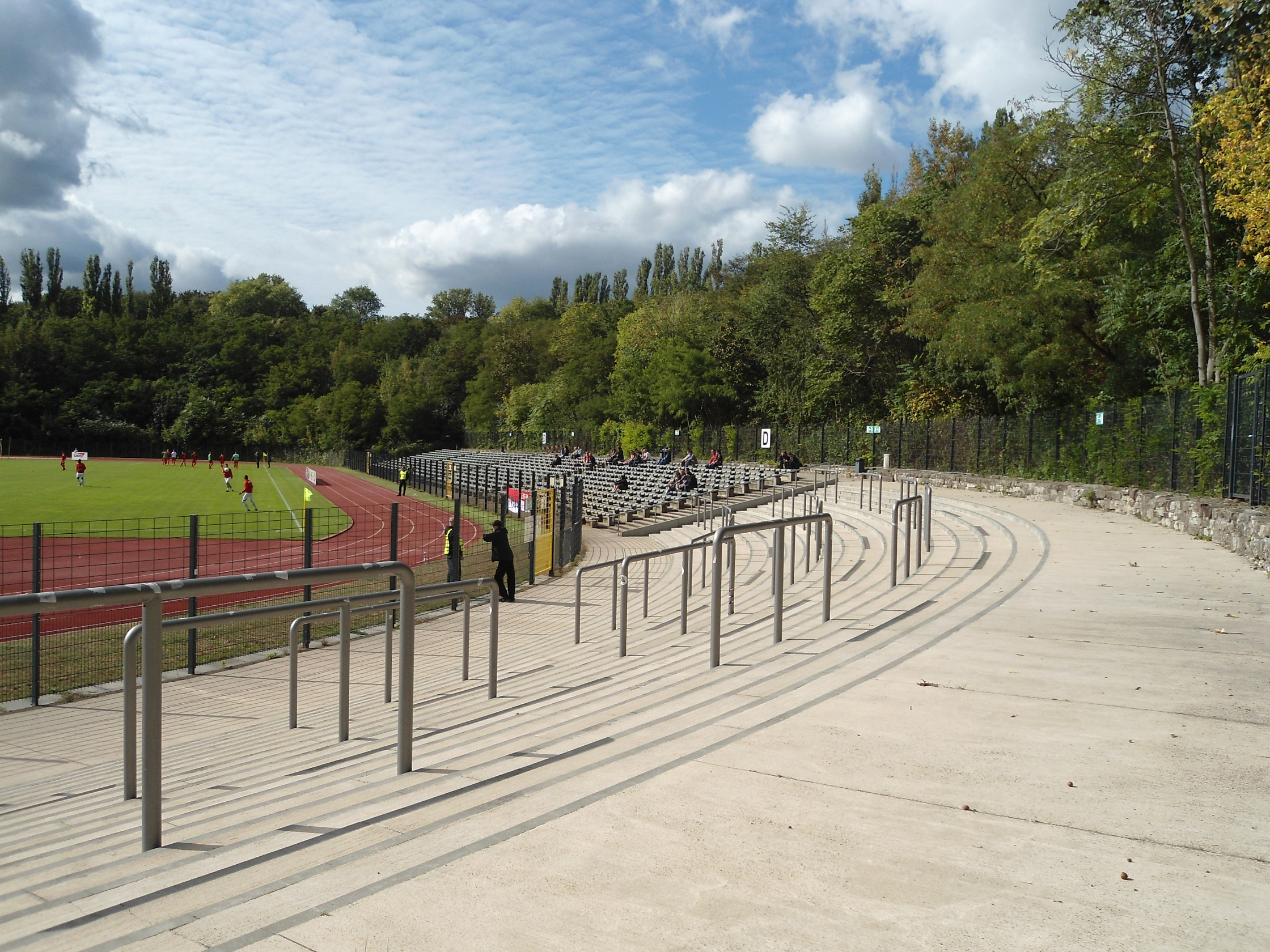
Esquina de la gradería, 2012
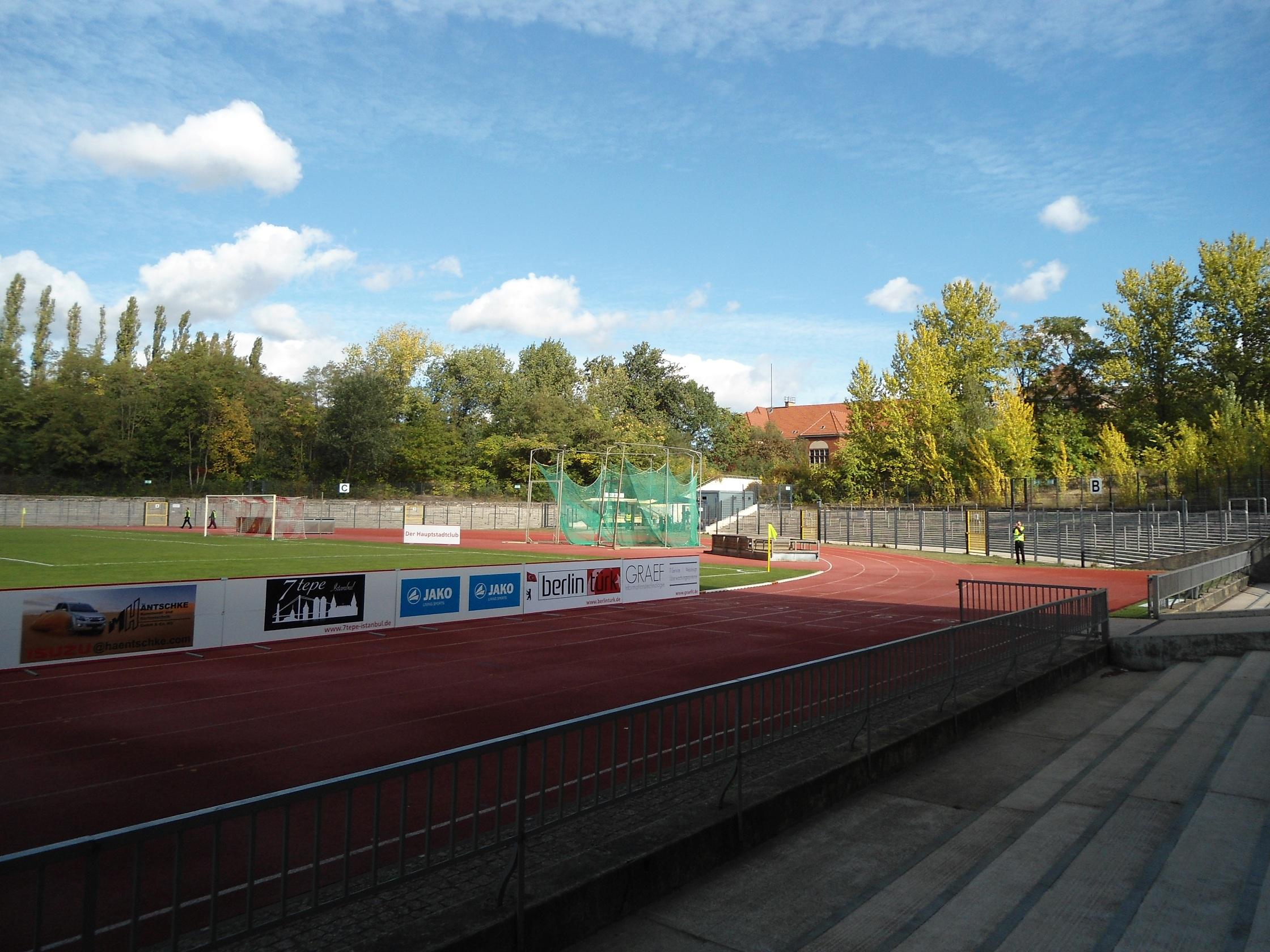
Gradería lateral, 2012
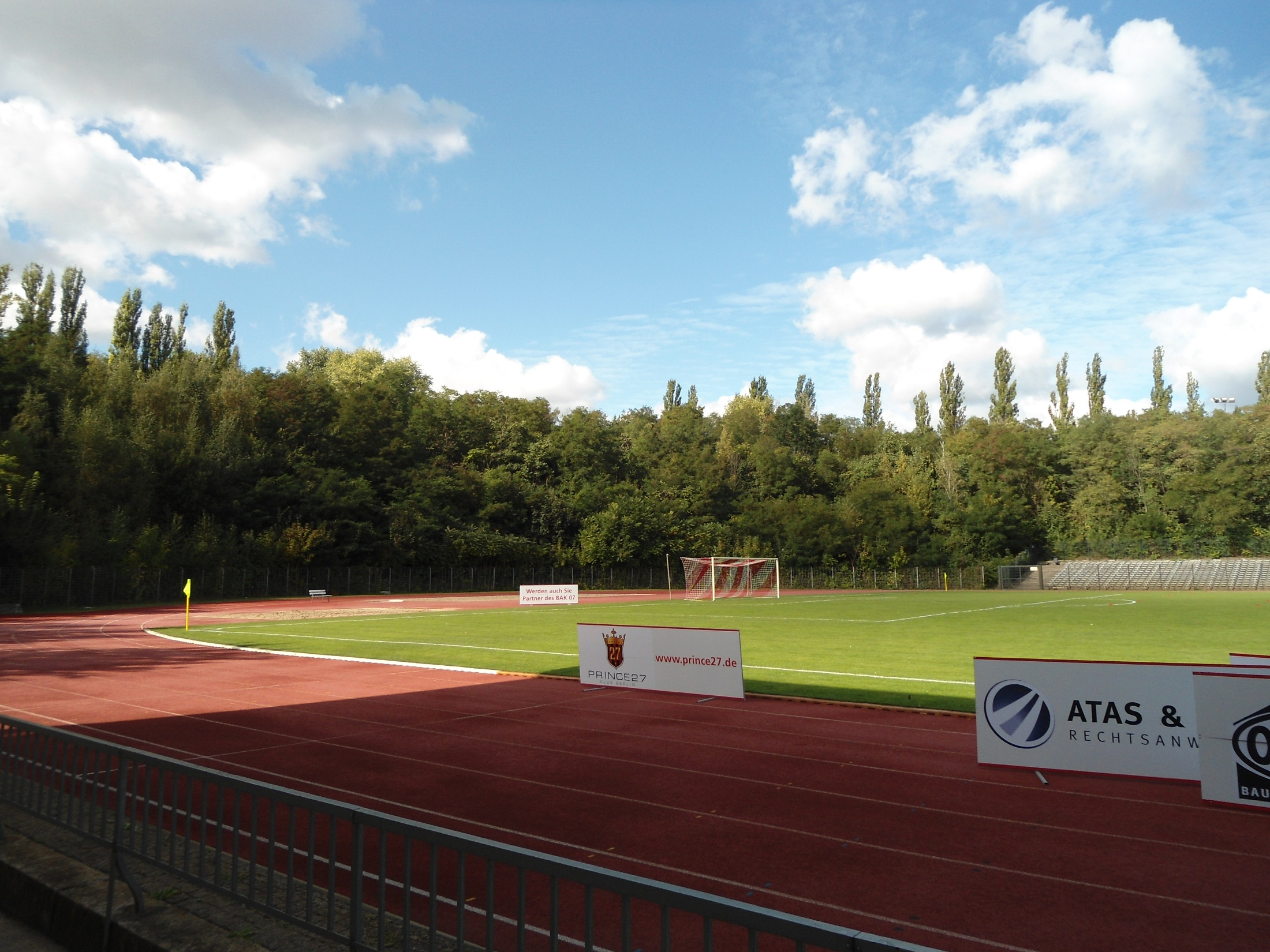
Parte sin terminar, 2012
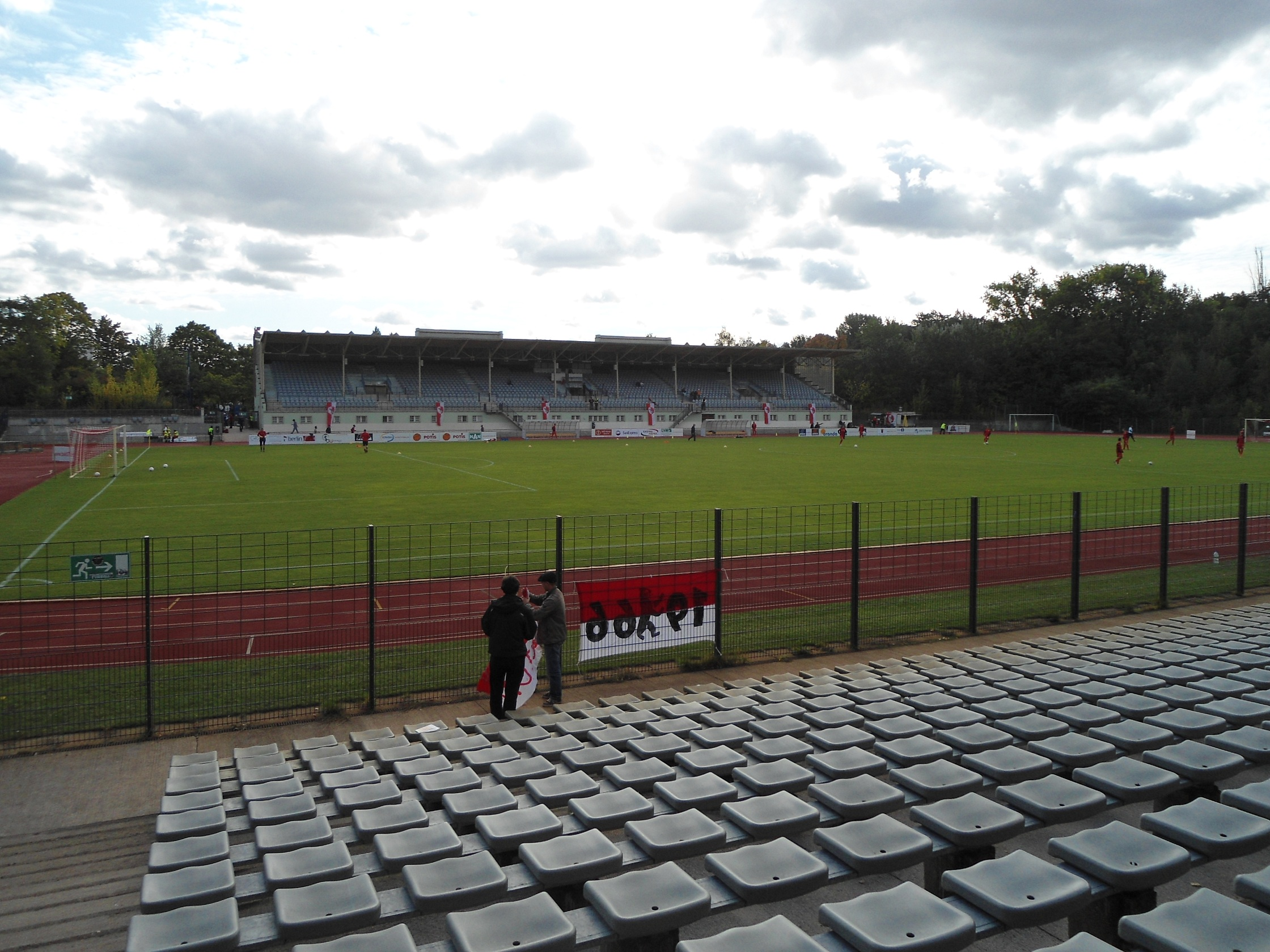
Gradería principal al lado opuesto del campo, 2012
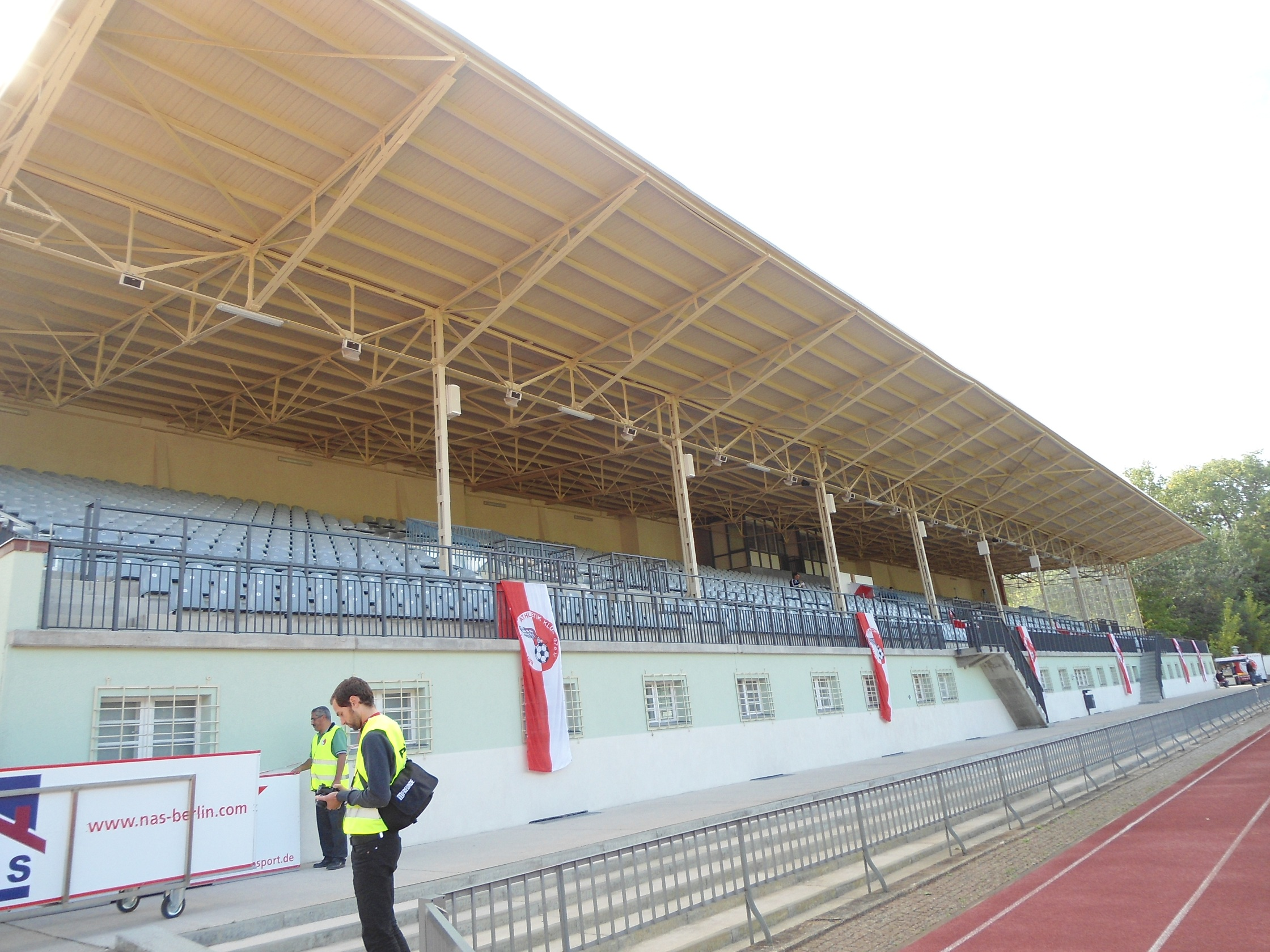
Gradería principal, 2012
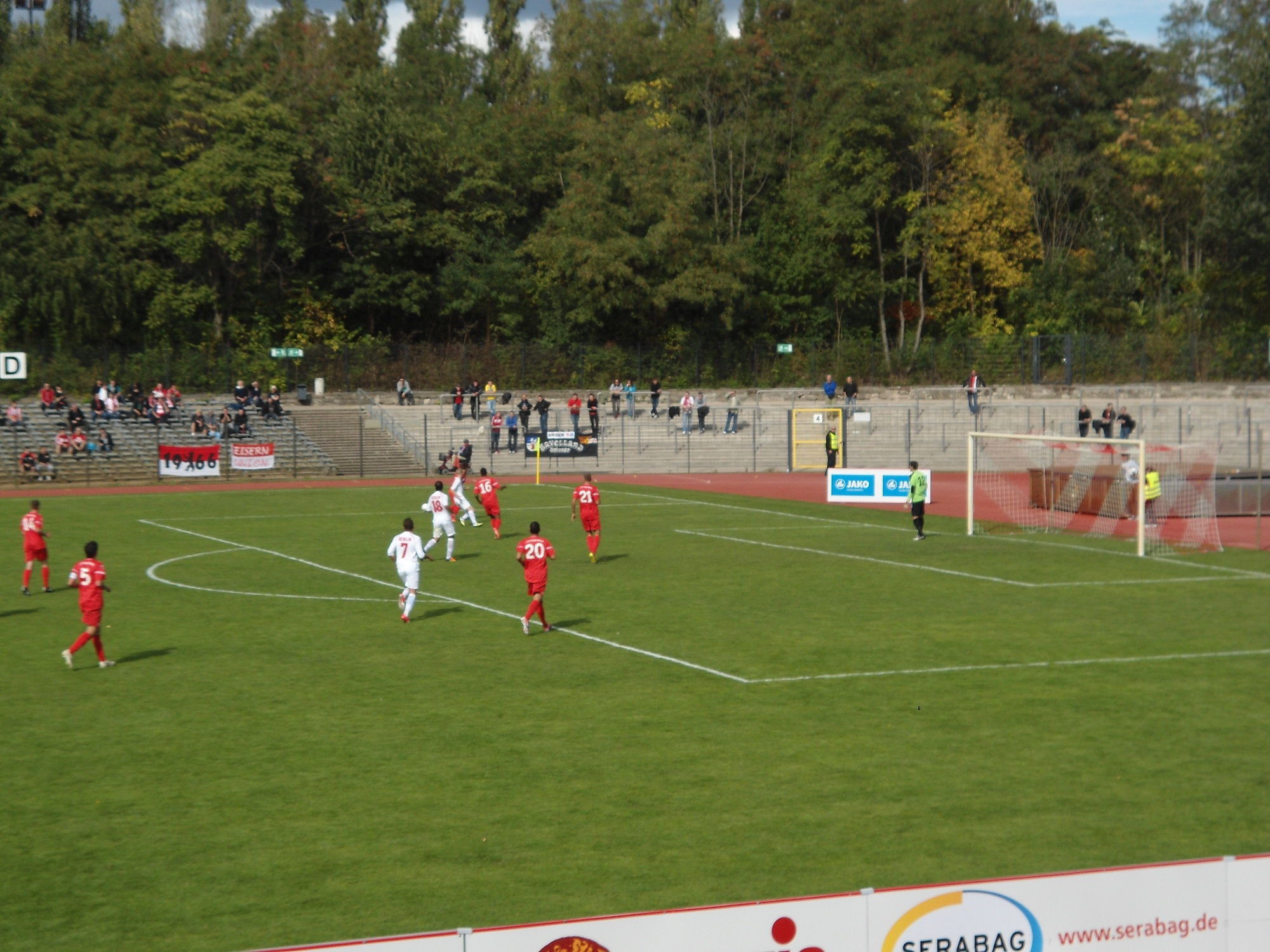
Berliner AK 07 vs 1. FC Union Berlin II, 2012